# Ginnastica ai Giochi della VII Olimpiade - Concorso libero a squadre maschile
La competizione del concorso libero a squadre di ginnastica artistica dei Giochi della VII Olimpiade si tenne il 27 agosto 1920 allo Stadio Olimpico di Anversa.

## Formato
Le squadre potevano essere composte da un numero di 24 a 60 ginnasti. L'esercizio durava un'ora e si svolgeva sugli attrezzi a scelta della squadra con esercizi tutti liberi. Cinquanta punti erano assegnati per le prestazioni e ulteriori dieci punti per il numero dei partecipanti di una squadra. Il punteggio massimo possibile era di 60 punti. 
Parteciparono solo due squadre.

## Classifica finale
| Pos.    | Nazione   | Ginnasti | Punti |
| ------- | --------- | --- | ----- |
| Oro     | Danimarca | Georg Albertsen, Carl R. Andersen, Viggo Dibbern, Aage Frandsen, Hugo Helsten, Harry Holm, Herold Jansson, Robert Johnsen, Christian Juhl, Vilhelm Lange, Svend Meulengracht Madsen, Peder Marcussen, Peter Møller, Niels Turin-Nielsen, Steen Lerche Olsen, Christian Møller Pedersen, Stig Rønne, Harry Sørensen, Christian Thomas, Knud Vermehren                                                                  | 51,35 |
| Argento | Norvegia  | Alf Aanning, Karl Aas, Jørgen Andersen, Gustav Bayer, Jørgen Bjørnstad, Asbjørn Bodahl, Eilert Bøhm, Trygve Bøyesen, Ingolf Davidsen, Haakon Endreson, Harald Færstad, Herman Helgesen, Peter Hol, Otto Johannessen, Johan Anker Johansen, Trygve Kristoffersen, Henrik Nilsen, Jacob Opdahl, Arthur Rydstrøm, Frithjof Sælen, Bjørn Skjærpe, Wilhelm Steffensen, Olav Sundal, Reidar Tønsberg, Lauritz Wigand-Larsen | 48,55 |